# Poutní cesty k hrobu svatého Olafa

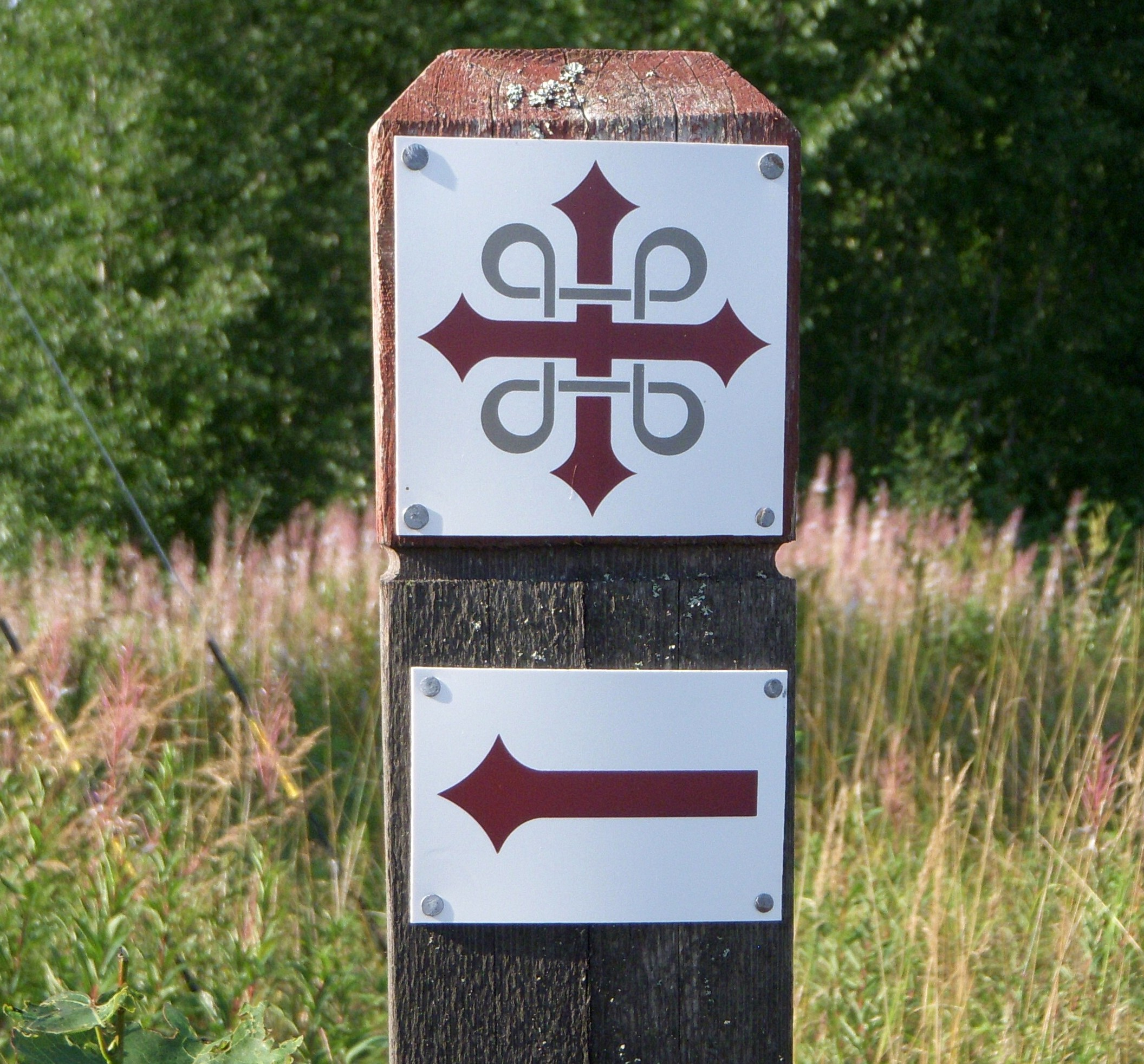
Logo poutních cest svatého Olafa

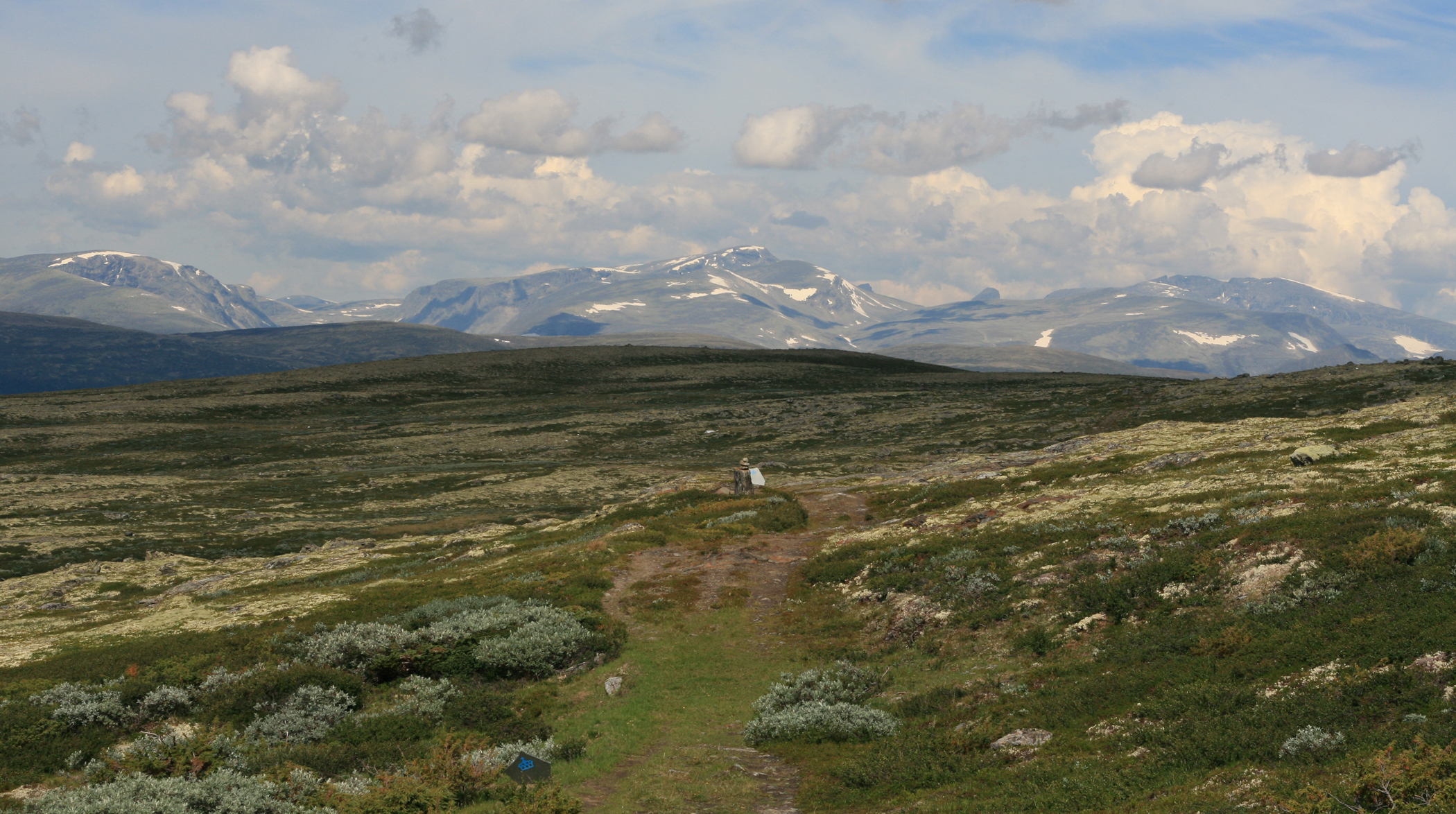
Poutní cesta přes pohoří Dovfefjell

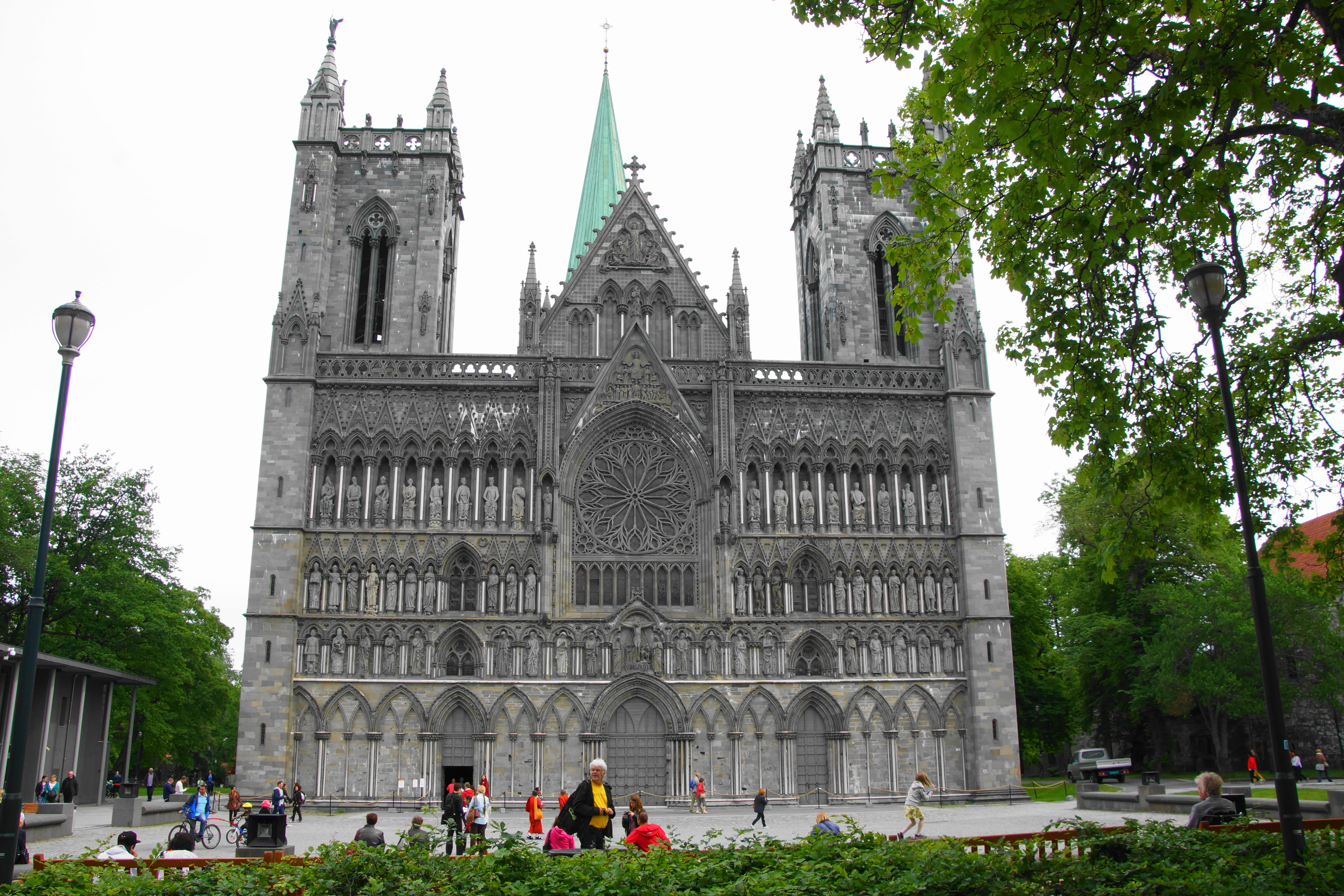
Katedrála Nidaros

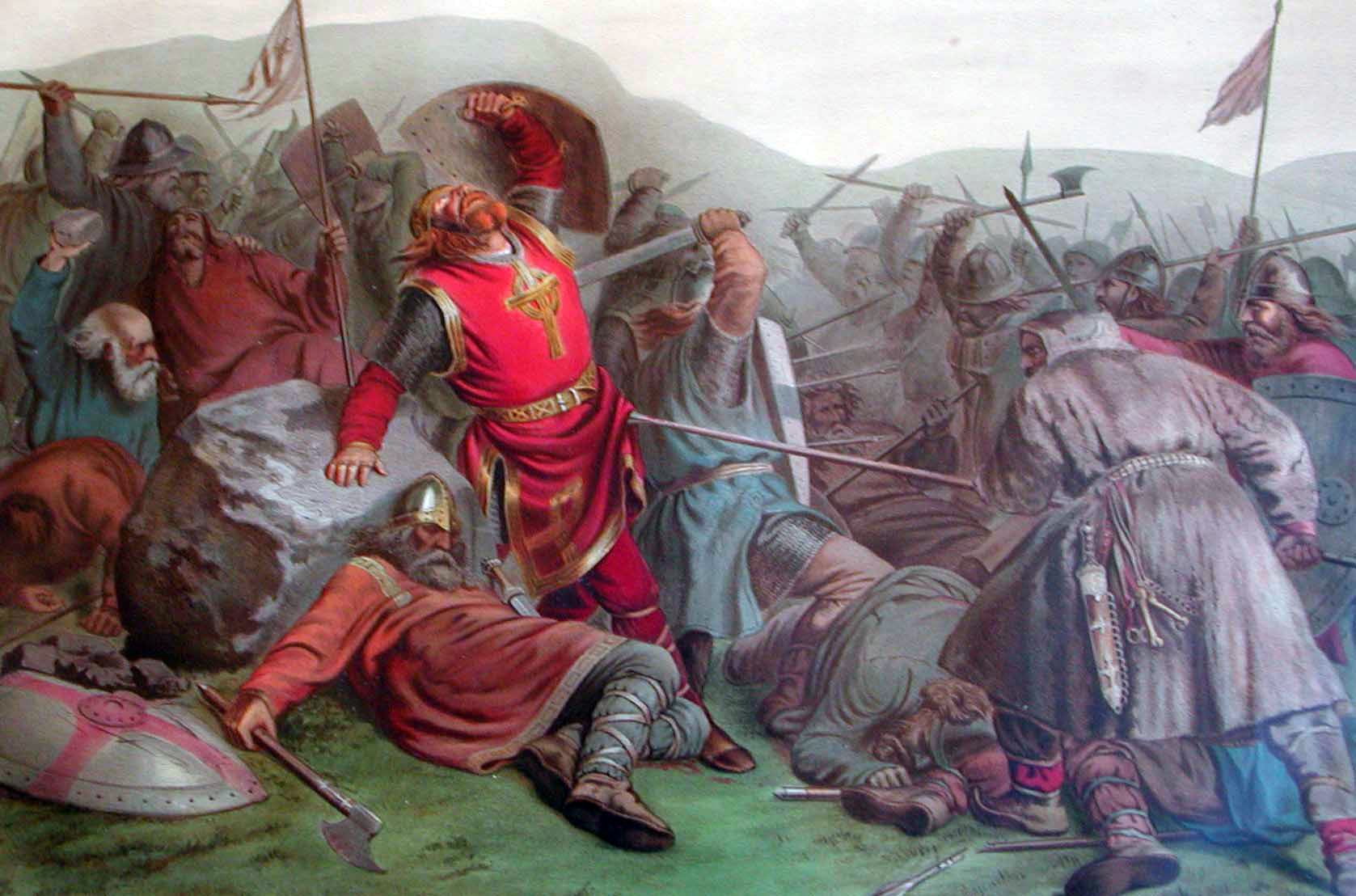
Smrt svatého Olafa v bitvě u Stiklestadu

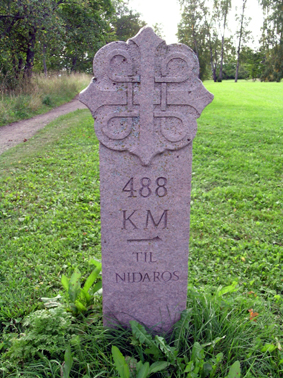
Kilometrovník poutní cesty v Hammaru

Poutní cesty k hrobu svatého Olafa jsou staré poutní trasy do Nidarosu a poutníci po nich putují již od roku 1032. Jedná se o cca 5000 km historických tras z Dánska, Norska a Švédska, které se hvězdicovitě sbíhají k hrobu svatého Olafa v katedrále Nidaros v Trondheimu. Poutní cesty do Trondheimu získaly v r. 2010 certifikaci Kulturní cesta Rady Evropy Jednotícím prvkem všech tras je společné logo. Nejznámější je cesta spojující historicky důležitá norská města Oslo a Nidaros (v 16. století přejmenován na Trondheim).

## Historie
Poutní cesta Gudbrandsdalsleden, někdy také nazývána Stará královská cesta, byla středověká poutní cesta do katedrály Nidaros, k místu středověkého hrobu svatého Olafa. Svatý Olaf byl norský král v letech 1015–1028, který padl v bitvě u Stiklestadu v roce 1030. Jeho ostatky byly následující rok přeneseny do kostela v Nidarosu. 640 km dlouhá cesta začíná v historické části Osla, vede na sever kolem jezera Mjøsa a údolím Gudbrandsdal přes pohoří Dovrefjell, městem Opdall, údolím Gauldalen a končí v katedrále Nidaros.
Množství poutníků, kteří putovali k hrobu svatého Olafa vyústilo ke zřízení stanic pro poutníky, kde se mohli poutníci nasytit a přespat. První přístřešky nechal postavit král Øystein Magnusson po roce 1120. Takové stanice byly postaveny v místě přechodu přes pohoří Dovrefjell v lokalitách Kongsvoll, Drivstuen, Fogstuen a Hjerkinn.
Název Stará královská cesta vychází ze skutečnosti, že touto cestou putovalo mnoho norských králů, neboť Nidaros (dnes Trondheim) byl do roku 1217 hlavním městem Norska se sídlem krále a od roku 1450 místem korunovace norských králů. První historicky doložený král, který se ubíral touto cestou, byl Harald I. Krásnovlasý při svém tažení na sever při sjednocování Norska. Význam této cesty jako komunikace mezi Oslem a Trondheimem upadl s nástupem železnice a novodobých silnic.

## Současnost
Po luteránské reformaci v roce 1537 byly poutě zakázány. V roce 1540 byl zničen zlatý náhrobek svatého Olafa a kde skončily jeho ostatky není známo. Předpokládá se, že zůstaly zahrabány někde v katedrále Nidaros. Znovuoživení poutní tradice se datuje do let 1970-80. Oficiálně cestu otevřel korunní princ Haakon dne 29. července 1997. Dnes je na značené trase více než stovka ubytovacích možností různé úrovně od dřevěných přístřešků až po hotely. Na konci poutě každý poutník, který prošel minimálně 100 km pěšky či projel 200 km na kole, obdrží v poutnickém centru u katedrály Nidaros osvědčení o absolvování poutě, které se dokládá poutnickým pasem. Poutnický pas lze získat za 50 NOK v několika poutních centrech, např. v Oslu, Hammaru či objednat elektronicky.

## Ostatní poutní trasy[6]
Olavsleden je 564 km dlouhá trasa, po které se svatý Olaf vracel z exilu na Kyjevské Rusi ve snaze získat zpět vládu nad Norskem. Vychází ze švédského města Selånger, prochází Švédskem přes Östersund, pokračuje do norského Stiklestadu, kde svatý Olaf v bitvě padl, a odtud do Trondheimu.
Nordleden je norská trasa dlouhá přes 200 km, která začíná u kostela Gløshaugen v obci Grong a pokračuje jižním směrem do Stiklestadu, dále pak do Trondheimu.
Østerdalsleden začíná na norsko-švédské hranici u města Trysil a pokračuje údolím Østerdalsleden. Měří 379 km, byla otevřena 23. června 2000.
Romboleden je 969 km dlouhá cesta rozdělená na 54 etap ze švédského města Vadstena, vedoucí převážně na švédském území (více než 800 km)
Kystpilgrimsleia je námořní cesta podél západního pobřeží Norska. Začíná v Egersundu, pokračuje přes Bergen, Alesund do Trondheimu.